# Pușcași
Pușcași es una comuna ubicada en el distrito de Vaslui, Rumania.

## Superficie
Posee una superficie de 29,18 kilómetros cuadrados.

## Demografía
Hasta 2021 la población era de 3501 habitantes, con una densidad de población de 120,0 habitantes por kilómetro cuadrado.